# Caso Fabra
El caso Fabra, también conocido como caso Naranjax, es un caso de corrupción política que investiga los presuntos delitos de tráfico de influencias, cohecho y fraude fiscal, en el que Carlos Fabra Carreras (PPCV) debería haber mediado políticamente para agilizar las autorizaciones administrativas de productos fitosanitarios, fabricados y comercializados por el empresario Vicente Vilar, a cambio de comisiones económicas.
En la actualidad, este proceso ha finalizado la fase de instrucción (la que ha durado 8 años y medio) por el Juzgado Número 1 de Nules, las diligencias han sido remitidas a la Audiencia Provincial de Castellón y se ha dictado auto de apertura de juicio oral, la fecha de la que queda pendiente de ser fijada.